# Leandro Ferreira
Leandro Ferreira är en kommun i Brasilien.   Den ligger i delstaten Minas Gerais, i den sydöstra delen av landet, 500 km sydost om huvudstaden Brasília. Antalet invånare är 3 205.
Omgivningarna runt Leandro Ferreira är huvudsakligen savann. Runt Leandro Ferreira är det glesbefolkat, med 11 invånare per kvadratkilometer.